# مدرسه سیاست عمومی مک کورت
مدرسه سیاست عمومی مک کورت یکی از ده مدرسه تشکیل دهنده دانشگاه جورج تاون است. مدرسه مک کورت مدرک کارشناسی ارشد در سیاست عمومی، سیاست توسعه بین‌المللی، مدیریت سیاست، علم داده برای سیاست عمومی، و رهبری خط مشی ارائه می‌دهد و همچنین چندین برنامه گواهینامه حرفه ای را مدیریت می‌کند و پانزده مورد وابسته را در خود جای داده‌است. مراکز تحقیقاتی مدرسه مک کورت دارای بیست و یک عضو هیئت علمی تمام وقت، ده عضو هیئت علمی مدعو، بیش از صد عضو هیئت علمی وابسته و تقریباً ۴۵۰ دانشجوی ثبت نام شده در رشته‌های مختلف تحصیلی و برنامه‌های آموزشی اجرایی است.
این مدرسه در اولد نورث، قدیمی‌ترین ساختمان دانشگاهی در محوطه اصلی دانشگاه جورج تاون واقع شده‌است. مدرسه مک کورت که قبلاً به عنوان مؤسسه سیاست عمومی جورج تاون (GPPI) شناخته می‌شد، در اکتبر ۲۰۱۳ در نتیجه ۱۰۰ دلار به نهمین مدرسه دانشگاه جورج تاون تبدیل شد.